# Sortuda (lleona)
Sortuda (2005-2022) va ser una lleona que va viure la major part de la seua vida al Bioparc València.
Va arribar a València el 2010 des del Jardim Zoológico de Lisboa, i molt prompte va donar a llum a una parella de cadelles,Tata i Shanga. Des de la seua arribada va complir el rol de matriarca de la manada de lleons del Bioparc, i part de la seua descendència ha sigut traslladada a altres zoològics.
Destacava per tindre una crinera semblant a la d'un lleó mascle, causada per una alteració hormonal que va obligar a extirpar-li els ovaris. El 2022 se li va detectar un tumor maligne al pulmó sense tractament possible, motiu pel qual el maig del mateix any va rebre una eutanàsia.